# Monsac
Monsac ist eine französische Gemeinde mit 178 Einwohnern (Stand 1. Januar 2022) im Département Dordogne in der Region Nouvelle-Aquitaine (vor 2016: Aquitanien). Sie gehört zum Arrondissement Bergerac und zum Kanton Lalinde.
Der Name lautet in der okzitanischen Sprache ebenfalls Monsac, der sich vermutlich vom Namen eines Landguts ableitet, das einem „Monsus“ gehörte, einer Person in gallorömischer Zeit.
Die Einwohner werden Monsacois und Monsacoises genannt.

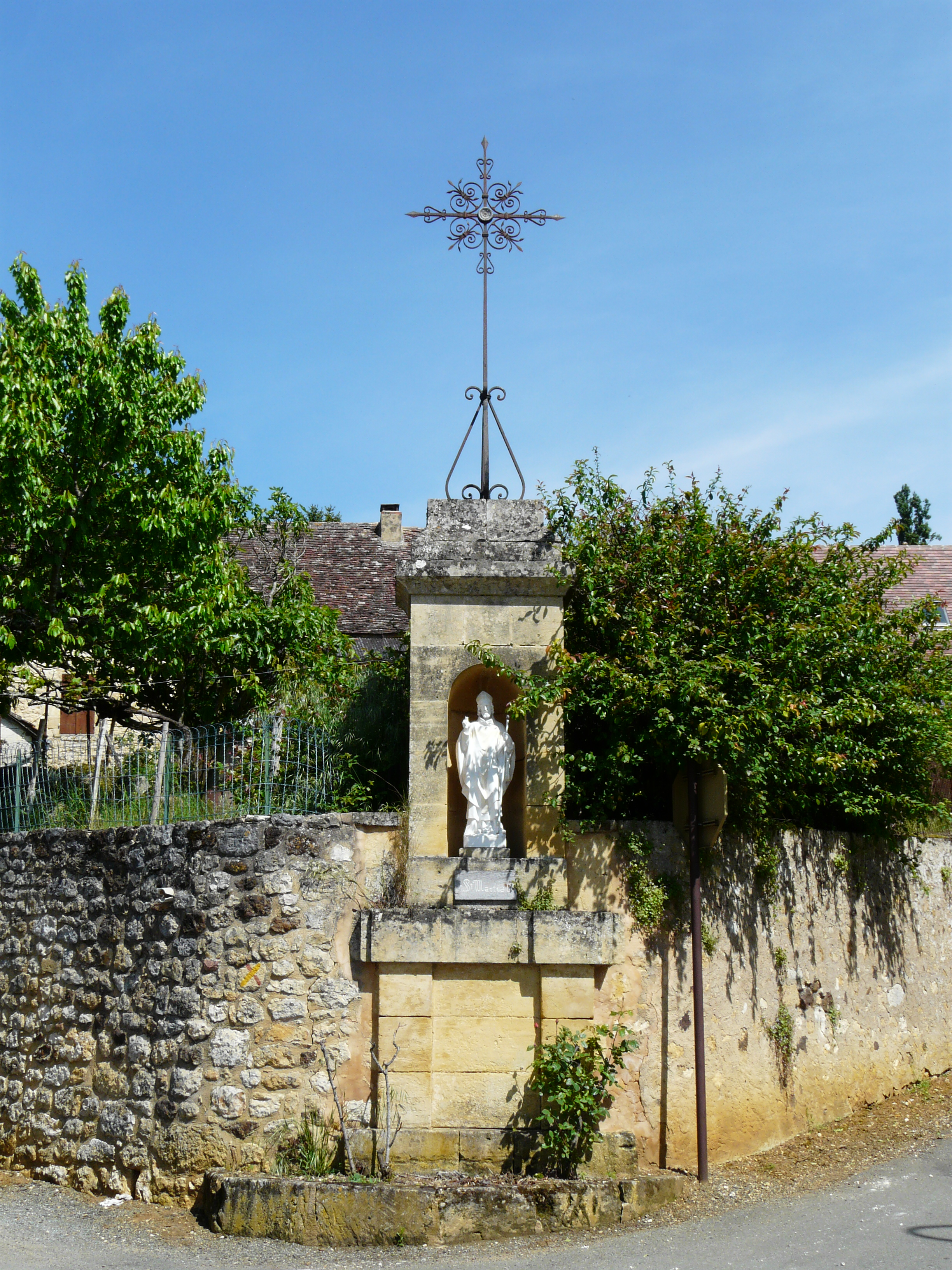
Wegekreuz und Statue des heiligen Martial

## Geographie
Monsac liegt ca. 20 Kilometer südöstlich von Bergerac im Gebiet Bergeracois der historischen Provinz Périgord.
Umgeben wird Monsac von den Nachbargemeinden:
|                  | Lanquais                                    | Bayac                   |
| Faux-en-Périgord | Kompassrose, die auf Nachbargemeinden zeigt | Beaumontois en Périgord |
| Montaut          | Bardou                                      | Naussannes              |

Monsac liegt in den Einzugsgebiet des Flusses Dordogne. Der Couzeau, einer seiner Nebenflüsse, durchquert das Gebiet der Gemeinde.

## Geschichte
Das Gebiet der heutigen Gemeinde wurde vermutlich von den ersten Menschen besiedelt, die das Périgord betraten. Die Hochflächen bergen noch viele Werkzeuge aus der Altsteinzeit, als es hier große Werkstätten zur Anfertigung von Äxten gab. Cluzeaus, künstliche Höhlen, zeugen von der Besiedelung in der gallischen Zeit, Grabmäler aus Stein von der römischen Epoche. Im 14. Jahrhundert gehörte Monsac zur Kastellanei von Beaumont, die außerdem Lanquais, Bardou, Monmadalès, Saint-Aubin-de-Lanquais und Nojals-et-Clotte umfasste.

### Toponymie
Toponyme und Erwähnungen von Monsac waren:
- Monsac (1286, Gewohnheitsrecht der Kastellanei von Beaumont),
- Monsac (1750, 1793 und 1801, Karte von Cassini, Notice Communale bzw. Bulletin des Lois).[6][7][8]

### Einwohnerentwicklung
Nach Beginn der Aufzeichnungen stieg die Einwohnerzahl bis zur ersten Hälfte des 19. Jahrhunderts auf einen Höchststand von rund 545. In der Folgezeit sank die Größe der Gemeinde bei kurzen Erholungsphasen bis zu den 1980er Jahren auf rund 120 Einwohner, bevor eine Wachstumsphase einsetzte, die heute noch anhält.
| Jahr      | 1962 | 1968 | 1975 | 1982 | 1990 | 1999 | 2006 | 2010 | 2022 |
| --------- | ---- | ---- | ---- | ---- | ---- | ---- | ---- | ---- | ---- |
| Einwohner | 140  | 158  | 137  | 122  | 145  | 191  | 177  | 189  | 178  |

## Sehenswürdigkeiten

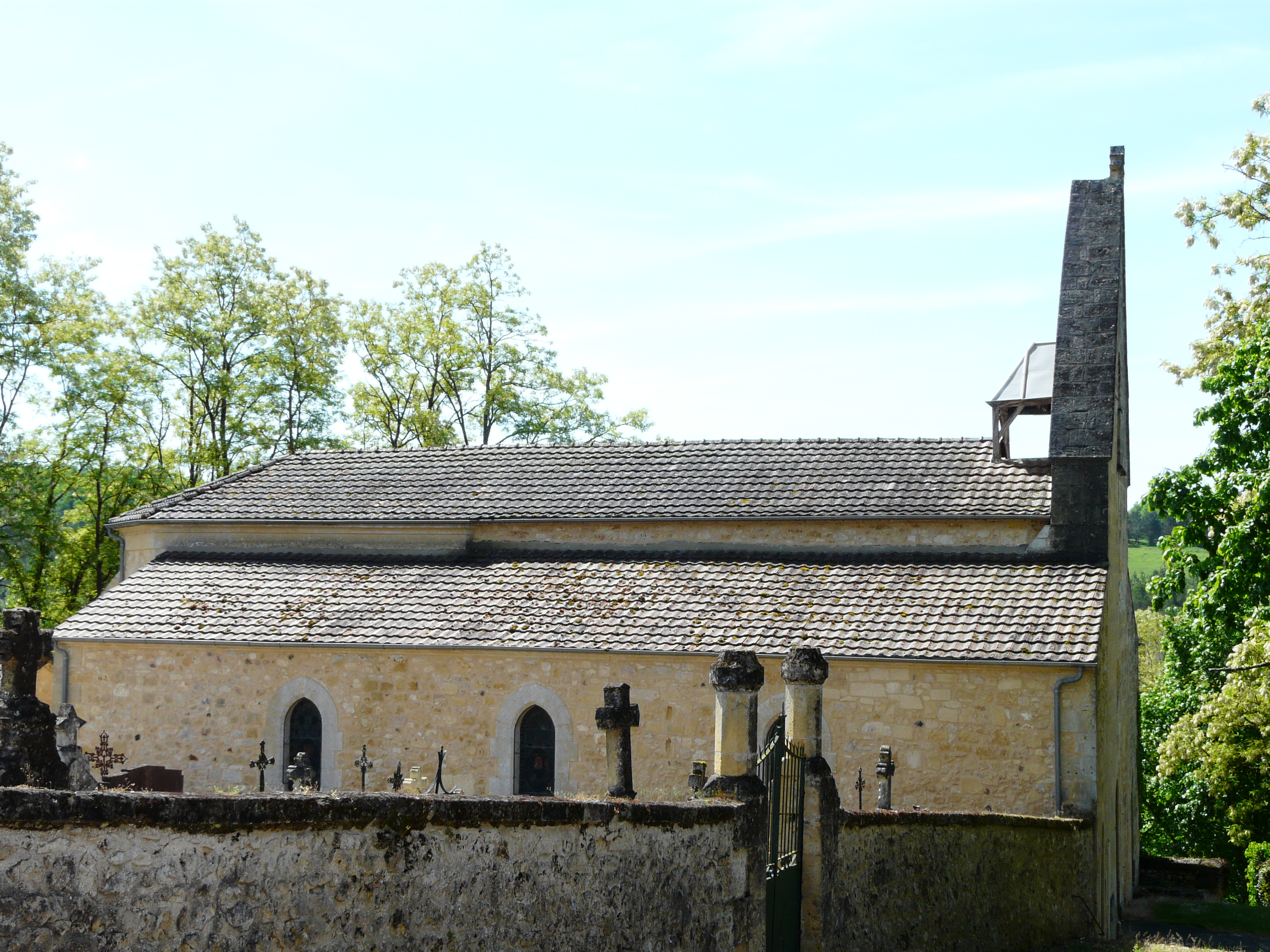
Pfarrkirche Saint-Martial, Nordseite

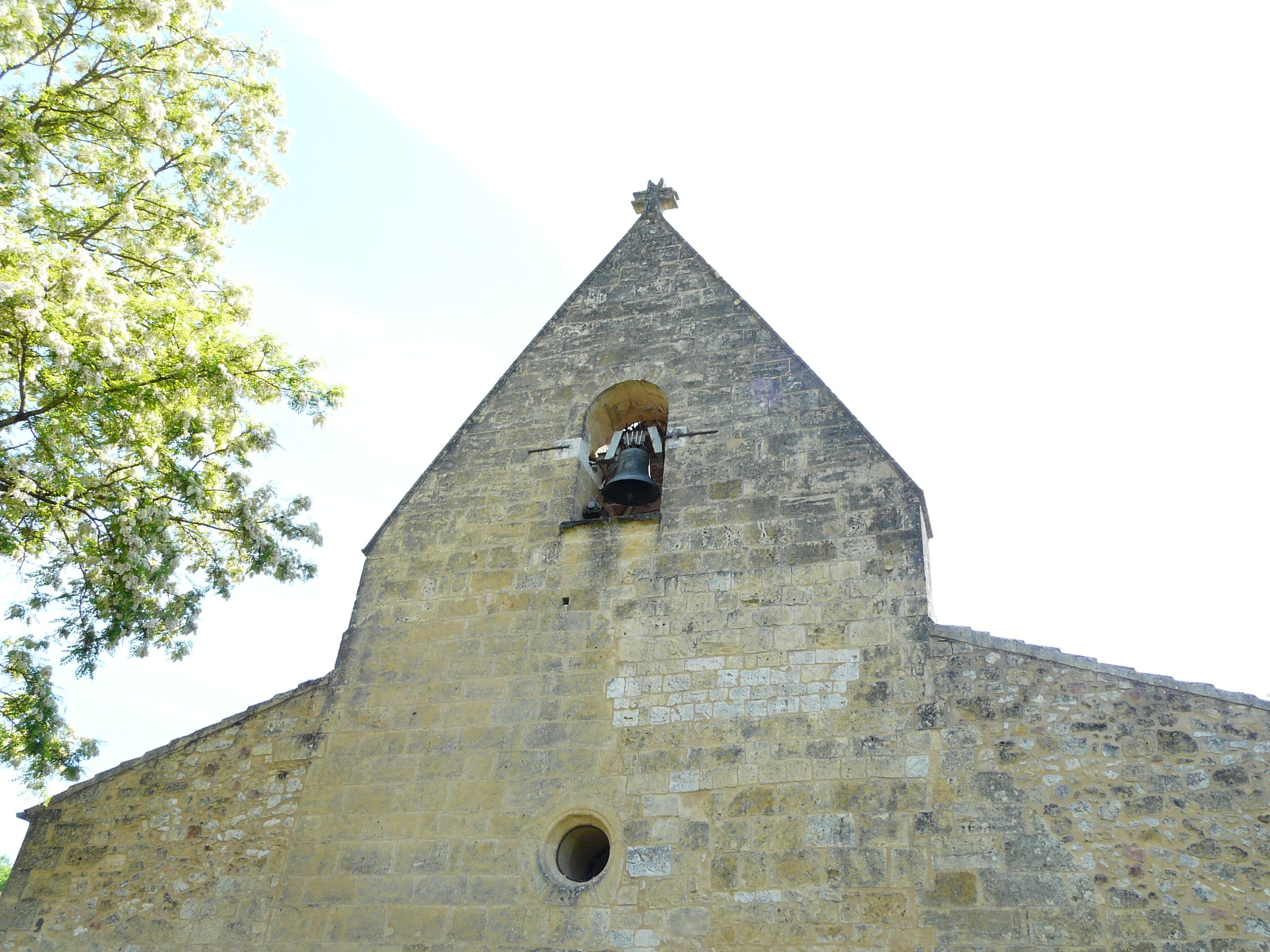
Glockengiebel

### PfarrkircheSaint-Martial
Die ursprüngliche, gegen Ende des 13. Jahrhunderts erbaute Kirche wurde während des Hundertjährigen Krieges in Brand gesetzt. In der ersten Hälfte des 19. Jahrhunderts wurde die heutige Kirche an derselben Stelle errichtet. Sie ist dem heiligen Martial von Limoges gewidmet, dem ersten Bischof von Limoges. Die Westfassade wird von einem Glockengiebel bestimmt, der aus Werksteinen gebaut wurde. Am Ende des gleichen Jahrhunderts fanden umfangreiche Umarbeiten statt. Die Träger im Inneren und das Kreuzrippengewölbe wurden überholt, die Apsis neu gebaut. Die Inneneinrichtung im Chor und imdreischiffigen Langhaus bildet eine homogene Gesamtheit, da alle Elemente am Ende des 19. Jahrhunderts erworben wurden.
Elf Glasfenster sind Werke des Glasmalers Beysserias aus Périgueux aus dem Jahre 1871. Sie zeigen in den Lanzetten der spitzbogenförmigen Fenster folgende Motive und biblische Personen:
- den guten Hirten,
- Josef von Nazaret,
- Maria mit Jesuskind,
- die Wundersame Brotvermehrung,
- Augustinus von Hippo,
- Franziska von Rom,
- Johannes den Täufer,
- Cäcilia von Rom,
- Ludwig IX., genannt der Heilige, und
- Agnes von Rom.

Die Personen sind hierbei als Büsten in Medaillons dargestellt.

### Schloss Monsac
Der Adelssitz war einst abhängig vom Seigneur von Beaumont. Das Landgut gehörte der Familie Bosredon aus Monsac. Unter bestimmten Gesichtspunkten lässt sich das Schloss als Burg einordnen angesichts der Maschikuli, des Grabens und der Schießscharten für Armbrüste, die über die Mauern verteilt waren. Diese baulichen Elemente dienten der Verteidigung des Anwesens, das im Hundertjährigen Krieg durch englische Truppen zerstört wurde. Das Schloss gehörte eine Zeit lang Jean de Dunois, einem Kampfgefährten der Jeanne d’Arc. Mit dem Frieden konnte während der Renaissance am Ende des 15. Jahrhunderts das Schloss restauriert und architektonische Elemente hinzugefügt wurden, die die Verteidigungsfähigkeiten abschwächten, aber das Aussehen verschönerten. Dazu zählen die viereckigen, mit Stäben verzierten Zwillingsfenster, die Wasserspeier und die Pflanzenrankwerke und Skulpturen, die die Eingangstür mit Kielbogen einrahmen. Gleiches gilt für den Treppenturm, der mit Krabben und Fialen verziert ist. Er datiert wie der dreigeschossige Wohntrakt aus dem 15. Jahrhundert. Die Hugenottenkriege gingen nicht spurlos am Schloss vorbei. Es wurde belagert, geplündert und in Brand gesteckt und es dauerte lange Jahre, bis das Schloss wieder sein herrschaftliches Aussehen wiedererlangte. Im 17. Jahrhundert wurde der Westteil des Schlosses errichtet. Die Kamine wurden hierbei mit Gipsarbeiten mit verschiedenen Darstellungen verschönert. Zu Beginn der Französischen Revolution besaß das Schloss noch sieben Türme, die mit einer Ringmauer verbunden waren, wobei ein Turm heute noch zu sehen ist. Der letzte Seigneur, der Marquis Malet de Lagarde und zukünftiger Pair von Frankreich, verließ Frankreich während der Revolution. Die Reaktion des Nationalkonvents ließ nicht lange auf sich warten. Das Schloss wurde geschleift, erneut geplündert und als Nationalgut verkauft. Der gemeinschaftliche Wohntrakt mit Fenstern mit Segmentbögen und Mansarddach wurde vermutlich im 19. Jahrhundert umgearbeitet. Heute werden Räume des Schlosses als Ferienwohnung vermietet.

### Schloss Ponchet
Die Errichtung des Anwesens westlich des Zentrums von Monsac auf einer Anhöhe über dem Tal des Couzeau könnte auf das 13. Jahrhundert datieren. Es besteht aus einem Hauptgebäude mit einer relativ dünnen Mauer, die eine wirkungsvolle Verteidigung über einen längeren Zeitraum nicht leisten konnte. Der Eingang mit zwei kleinen segmentbogenförmigen Arkaden führt zu einem Hof mit einem Brunnen und einem Ofen. Der Eingang zum Hof ist mit einem Wehrerker gesichert. Das Besondere an dem Gebäude ist, dass es außer zwischen der zweiten und der dritten Etage keine Verbindung zwischen den Stockwerken gibt. Die Türen der Etagen zeigen in verschiedene Richtungen. Imposante Kamine wärmen das Erdgeschoss und das erste Stockwerk. Auf der zweiten Etage gab es bis in jüngster Zeit eine mit Zinnen bewehrte Galerie. Das Anwesen ist in Privatbesitz und der Öffentlichkeit nicht zugänglich.

## Wirtschaft und Infrastruktur

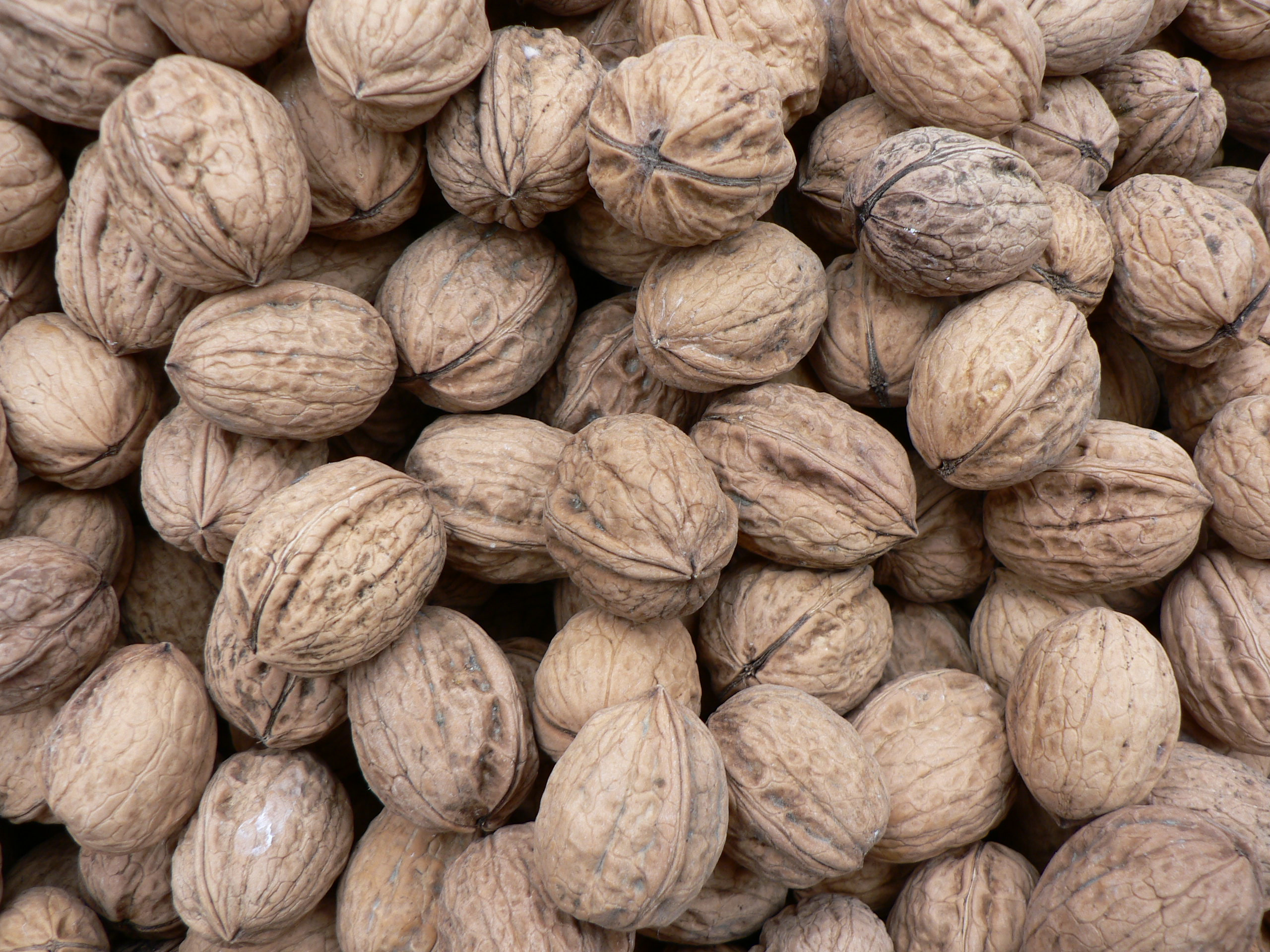
Walnüsse

Monsac liegt in den Zonen AOC der Noix du Périgord, der Walnüsse des Périgord, und des Nussöls des Périgord.

### Bildung
Die Gemeinde verfügt über eine öffentliche Vor- und Grundschule mit 20 Schülerinnen und Schülern im Schuljahr 2018/2019.

### Sport und Freizeit
- Der Rundweg Boucle des Lizettes - Monsac besitzt eine Länge von 14,9 km bei einem Höhenunterschied von 100 m. Er führt zu Fuß, mit dem Fahrrad oder zu Pferd vom Zentrum von Monsac durch das Gebiet der Gemeinde und teilweise das der Nachbargemeinden Beaumontois en Périgord und Naussannes.[18]

- Der Rundweg Bastides et châteaux besitzt eine Länge von 66,8 km bei einem Höhenunterschied von 200 m und führt auch durch das Zentrum von Monsac. Es handelt sich um eine Strecke für Radfahrer, die von Bergerac durch die Region führt.[19]

### Verkehr
Die Route départementale 27 durchquert das Gebiet der Gemeinde von Nordost nach Südwest und verbindet Monsac mit der Nachbargemeinde Bayac im Nordosten und mit Issigeac über Montaut im Südwesten. Monsac ist außerdem über die Route départementale 19 erreichbar, die die Gemeinde mit Bergerac über Faux-en-Périgord verbindet.